# فترة ما قبل نيقية

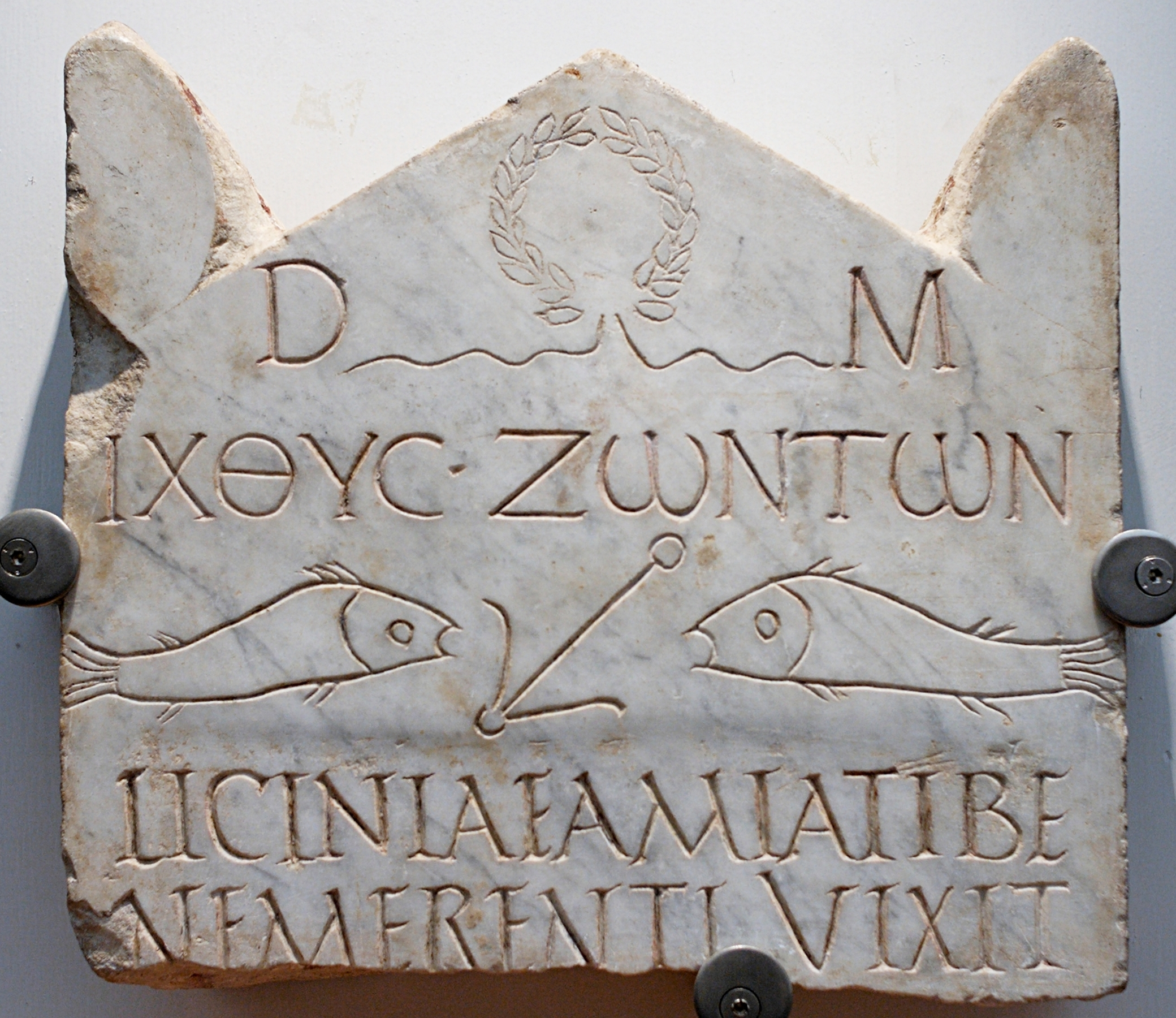

فترة ما قبل نيقية من تاريخ المسيحية المبكرة، هي الفترة التي أعقبت العصر الرسولي في القرن الأول الميلادي حتى مجمع نيقية الأول (المجمع المسكوني الأول) عام 325. استُحدثت خلال هذه الفترة المسيحية الأرثوذوكسية-الأولى.

## الاعتقادات

### الإيمان بالآخرة
كانت الرؤية السائدة - المتعلقة بالإيمان بالآخرة في فترة ما قبل نيقية - قبألفية، وهي الإيمان بحُكم (مُلك) المسيح المرئي (الملموس) على الأرض مع القديسين المبعوثين لمدة ألفِ عامٍ، قبل البعث (الإحياء) والحساب العام (القيامة). كان جاستن الشهيد وإيرينيئوس من أكثر أنصار القبألفية مجاهرة. اعتبر جاستن الشهيد نفسه مستمرًا في الإيمان «اليهودي» بالمُلك المسيحي المؤقت السابق لحالة الخلود. خصص إيرينيئوس الجزء الخامس من كتابه ضد الهرطقة للدفاع عن البعث الجسدي والحكم الأبدي.
من بين القبألفيين الأوائل هناك برنابا، بابياس، ميثوديوس، لاكتانيوس، كوموديان، ثاوفيلوس، ترتليانوس، ميليتو، هيبوليتوس الرومي، وفيكتورينوس. بحلول القرن الثالث الميلادي كان هناك اعتراض متزايد على القبألفية. كان أوريجانوس أول من تحدى هذا المبدأ (العقيدة) علانية. وقف ديونيسيوس (بابا الإسكندرية) ضد القبألفية، بعد اشتهار العمل الخاص بالعقيدة الألفية، دحض المؤوّلين بقلم نيبوس، أسقف في مصر، في الإسكندرية، وفق عمل المؤرخ يوسابيوس القيصري تاريخ الكنيسة. قال يوسابيوس حول القبألفية، كان بابياس «رجلًا بقدرةٍ عقلية محدودة» لأنه فسر يوم القيامة حرفيًا.

## الممارسات (الطقوس)
تبنت المجتمعات المسيحية بعض الممارسات اليهودية بينما رفضت ممارسات أخرى. اقترح مرقيون رفضْ كل الممارسات اليهودية، لكنه تعرض للحرمان (النبذ) الكنسي في روما نحو عام 144 وأعلنته المسيحية الأرثوذكسية-الأولى مُهرطقًا.

### يوم السبت
وفقًا للباحث بوكخام، تضمنت الكنيسة (النظام الكنسي) بعد العصر الرسولي على ممارسات متنوعة فيما يتعلق بيوم السبت. يبدو واضحًا أن معظم الكنيسة الأولى لم تعتبر تَتَبُّعَ (التقيد) يوم السبتِ أمرًا مطلوبًا أو ذا أهمية كبيرة بالنسبة للمسيحيين وفي الواقع مارسوا عبادتهم يوم الأحد.

### تعميد المولود (الرضيع)
كان تعميد المولود عادةً تُمارس على نطاق واسع، على الأقل في القرن الثالث، لكن هناك خلاف حول ممارسته في القرون الأولى للمسيحية. يعتقد البعض أن الكنيسة (النظام الكنسي) في الفترة الرسولية مارست طقس تعميد المولود، بحجة أن ذِكر (الإشارة إلى) حالة تعميد الأسرة في سفر أعمال الرسل يعني أنه يتضمن الأطفال الموجودين داخل هذه الأسرة. يعتقد الآخرون أن المولود مُستثنى من طقس تعميد الأسرة، وذلك بالإشارة إلى مقاطع من الإنجيل تصف تعميد الأسرة كحالة من الإيمان، وهو الأمر الذي لا يتمكن المولود من فعله. قد يكون إيرينيئوس، أسقف ليونس، أشار إلى هذا الأمر في القرن الثاني. بالإضافة إلى ذلك، كتب جاستن الشهيد عن التعميد في عمله الدفاع الأول (التبرير اللاهوتي الأول) (كُتب في أواسط القرن الثاني)، واصفًا إياه كخيار وأنه مختلف عن افتقار الشخص لإمكانية اختيار مجيئه إلى الحياة. على أي حال، يبدو أن جاستن الشهيد يستتبع  (يفترض) في مكان آخر بأن المؤمنين كانوا «أتباع (مريدين) منذ الطفولة»، ما يشير، ربما، إلى تعميدهم.
يقول ما يُعرف بالتقليد الرسولي «عمّدوا الأطفال أولًا، وإذا يمكنهم التحدث عن أنفسهم دعهم يفعلون. عدا ذلك، دع والديهم أو أقرباء آخرين يتحدثون عنهم». إذا كان هذا مكتوبًا من قِبل هيبوليتوس الرومي، فمن الممكن أن يكون تاريخ التقليد الرسولي عائدًا إلى عام 215 تقريبًا، لكن مؤخرًا، يعتقد الباحثون بأنه عبارة عن عمل مستمد من مصادر منفصلة يتراوح زمنها من منتصف القرن الثاني إلى القرن الرابع، وجُمّعت وأُعدت في نحو عام 375-400. يُعد دليل القرن الثالث أوضح، مع دعوة أوريجانوس (إلى تعميد المولود «وفقًا لعُرف الكنيسة») ونصح سيبريان لهذه الممارسة. يُقر ترتليانوس بهذه الممارسة (وأن الرعايا سيتحدثون بالنيابة عن الأطفال)، لكنه، يحمل رؤية غير عادية حول الزواج، ويجادل ضده (التعميد)، على خلفية أن التعميد يجب تأجيله لما بعد الزواج.
تُعتبر تفسيرات الكنيسة الأولى حول الممارسات التنصيرية مهمة بالنسبة للكنيسة المعمدانية وتجديدية العماد (الأنابابتست) وكنائس اليسوعية التي تؤمن بأن تعميد المولود هو بدعة حدثت خلال أواخر القرن الثاني وأوائل القرن الثالث. تبين الكتابات المسيحية الأولى (المبكرة) المذكورة أعلاه أن المسيحيين استمروا في وقت مبكر يعود إلى القرن الثاني بممارسة هذا الطقس.

### موعد الفصح
لمسيحيي شرق وغرب المتوسط تاريخ من الاختلافات والخلافات التي تعود إلى القرن الثاني. من بين أكبر الخلافات الأولى هو الجدال حول الأربعة عشرية. حتى أواخر القرن الثاني كان هناك اختلاف في وضع تاريخ الاحتفال بعيد الفصح بين الكنائس الغربية وبين كنائس آسيا الصغرى. احتفلت الكنائس في آسيا الصغرى به في يوم الرابع عشر من شهر نيسان اليهودي، اليوم الذي يسبق عيد الفصح اليهودي، بغض النظر عن ما هو يوم الأسبوع الذي يقع فيه، نظرًا لأن صَلب المسيح قد حدث في اليوم السابق للفصح اليهودي وفقًا لإنجيل يوحنا. أطلق عليهم اللاتين اسم الأربعة عشرية. في ذلك الوقت، احتفل الغرب بعيد الفصح في يوم الأحد الذي يأتي بعد يوم الرابع عشر من شهر نيسان اليهودي.
حاول فيكتور، أسقف روما، إقرار أن الاحتفال في يوم 14 نيسان هرطقة ويُنبذ كنسيًا كل من يتبعه. في هذا السياق، كتب إيرينيئوس وبوليكريت إلى فيكتور. ذكّر إيرينيئوس فيكتور بسلوك سلفه الأكثر تسامحًا ودافع بوليقراط بشدة عن هذه الممارسة (الاحتفال) الآسيوية. يبدو أن «نبذ» فيكتور للآسيويين قد أُلغي، وتوافق الطرفان كنتيجة لتدخل إيرينيئوس وأساقفة آخرين، من بينهم ترتليان. كان ترتيليان وإيرينيئوس تلاميذًا لبوليكارب، الذي كان تلميذ الرسول يوحنا و، وفقًا لكلمات بوليكراب المكتوبة بيده، كان أيضًا «سميعًا» للرسل الأخرين. كان بوليكارب أسقفًا في سميرنا.
ادعى يوسابيوس لاحقًا أن السيونودوس ومجمعات الأساقفة المنعقدة، أقرت «دون صوت معارضة» تأييد الفصح يوم الأحد. لم يجر إقرار طريقة موحدة لاحتساب تاريخ الفصح رسميًا حتى عام 325 في مجلس نيقية الأول. اليوم، ما يزال الموعد مختلفًا بين الغرب والشرق، لكن هذا بسبب تبني الغرب لاحقًا للتقويم الميلادي (الغريغوري) وليس التقويم اليولياني (الرومي).

### الرهبنة (الرهبانية)
يبدو أن الرهبنة المسيحية قد بدأت في صحاري مصر في القرن الثالث كشكلٍ من عيش العذاب في سبيل الدين. يُعد أنتوني المصري (251-356) أكثر شخص يُعرف بالرهبنة التنسكيّة. كان أنطونيوس الكبير (251-356) وباخوم (نحو 292-348) من مبتدعي الرهبنة الأوائل في مصر، إلا أن بولا الناسك (نحو 226\7 – 341) هو أول مسيحي معروف تاريخيًا بأنه عاش كراهب. هناك دليل تاريخي يبين أن الأفراد كانوا يعيشون نمط الحياة التي عُرفت لاحقًا بالرهبنة قبل تشريع المسيحية.
كان أنطونيوس الكبير أول من ترك العالم وعاش في الصحراء كراهب. عاش أنطونيوس كناسك في الصحراء وحصل تدريجيًا على أتباع عاشوا كنساك على مقربة منه ولكن ليس بمجتمع فعلي معه. منهم، بولا الناسك، عاش في عزلة تامة، ليس بعيدًا جدًا عن أنطونيوس ونُظر إليه حتى من قِبل أنطونيوس كراهب مثالي. يُدعى هذا النوع من الرهبنة نُسُكيّ أو «مثل الناسك».
بانتشار الرهبنة في الشرق من قِبل الناسكين المقيمين في صحاري مصر إلى فلسطين وسوريا وإلى داخل آسيا الصغرى وما بعدها، سُجلت الأقوال والأفعال الخاصة بآباء الصحراء وعُممت، بدايةً بين أقرانهم الرهبان وبعدها بين العامة أيضًا.

### فن الأيقونات الأول
ظهر الفن المسيحي متأخرًا نسبيًا. وفقًا لمؤرخ الفن آندريه غرابر، فقد ظهرت أولى الصور المسيحية المعروفة من نحو عام 200 ميلادي، لكن هناك بعض الأدلة الأدبية التي تبين بأن الصور المنزلية الصغيرة قد استُخدمت في زمن أبكر. على الرغم من امتلاك العديد من اليهود الهلنستيين، مثل كنيسة دورا أوروبوس، صورًا لشخصيات دينية، إلا أن التحريم التقليدي في شريعة موسى «للصور المحفورة (المنقوشة)» كان له بلا شك بعض التأثير. ترك هذا الرفض الباكر للصور - على الرغم من أنه لم يُعلن أبدًا من قِبل علماء الدين - وضرورة إخفاء الممارسات المسيحية بسبب الاضطهاد، سجلات أثرية قليلة تتعلق بالمسيحية المبكرة وتطورها. أقدم الرسومات المسيحية هي من المدافن الرومانية (سراديب الموتى)، يعود تاريخها إلى نحو 200، وأقدم المنحوتات المسيحية هي من الناووس، تعود إلى بدايات القرن الثالث.